# BNP Paribas Open 2019
Die BNP Paribas Open 2019 waren ein Tennisturnier der WTA Tour 2019 für Damen und ein Tennisturnier der ATP Tour 2019 für Herren in Indian Wells, welche zeitgleich vom 6. bis 17. März 2019 in Indian Wells im Indian Wells Tennis Garden, Kalifornien, stattfanden.

## Herrenturnier
→ Hauptartikel: BNP Paribas Open 2019/Herren
→ Qualifikation: BNP Paribas Open 2019/Herren/Qualifikation

## Damenturnier
→ Hauptartikel: BNP Paribas Open 2019/Damen
→ Qualifikation: BNP Paribas Open 2019/Damen/Qualifikation